# Platanthera blephariglottis
Platanthère à gorge frangée
Espèce
La platanthère à gorge frangée (Platanthera blephariglottis) est une espèce d'orchidées du genre Platanthera de l'Est de l'Amérique du Nord. Elle est considérée comme une espèce menacée au Connecticut, en Ohio, en Floride, au Maryland et au Rhode Island; comme espèce sensible à l'exploitation dans l'État de New York et comme espèce susceptible d'être désignée menacée ou vulnérable au Québec. 

## Liste des variétés
Selon Catalogue of Life (8 novembre 2015) :
- variété Platanthera blephariglottis var. blephariglottis
- variété Platanthera blephariglottis var. conspicua

Selon The Plant List (8 novembre 2015) :
- variété Platanthera blephariglottis var. conspicua (Nash) Luer

Selon Tropicos (8 novembre 2015) (Attention liste brute contenant possiblement des synonymes) :
- variété Platanthera blephariglottis var. blephariglottis
- variété Platanthera blephariglottis var. conspicua (Nash) Luer
- variété Platanthera blephariglottis var. holopetala (Lindl.) Torr.